# Leaves' Eyes
Leaves' Eyes est un groupe de metal symphonique allemand, originaire de Stavanger et Louisbourg. Le groupe reprend des éléments de folk metal. Le groupe est formé en 2003 par la chanteuse norvégienne Liv Kristine (après son exclusion du groupe Theatre of Tragedy) et des membres du groupe de death metal allemand Atrocity, dont son mari Alexander Krull est le leader. En avril 2016, le groupe annonce l'éviction de la chanteuse, fondatrice du groupe, et la remplace par la chanteuse finlandaise Elina Siirala.

## Biographie

### Lovelorn(2003–2005)
Leaves' Eyes publie son premier album Lovelorn en 2004. La plupart des paroles ont pour thème la nature, mais aussi la mythologie nordique. Le groupe joue pour la première fois au Wave Gotik Treffen 2004. Chaque membre jouait dans d'autres groupes avant de rejoindre Leaves' Eyes, ce qui en fait un supergroupe. La chanteuse Liv Kristine est ancienne chanteuse de Theatre of Tragedy au milieu des années 1990. Ce groupe norvégien est le premier de la scène metal à être mené par une femme, et leur hit Tanz der Schatten. Liv Kristine était aussi présente dans la scène pop et a chanté pour des séries comme Tatort et Schimanski.

### Vinland Saga(2005–2009)
Un an après la sortie de Lovelorn, Leaves' Eyes publie une suite à l'album Vinland Saga en 2005, inspirée par le Viking Leif Eriksson. Le premier single de l'album, Elegy, atteint les classements musicaux pendant quatre semaines consécutives. La chaine de télévision ProSieben utilisera Elegy comme chanson pour la série télévisée NUMB3RS. En parallèle, Leaves' Eyes tourne aussi significativement. En quatre ans, le groupe tourne dans quatre continents et 34 pays et joue plus de 222 concerts. Le DVD live We Came with the Northern Winds: En Saga i Belgia entre à la 11e place des classements DVD en 2009.

### Njord(2009–2011)
L'album Njord et publié en 2009, dans la continuité du succès du groupe. Le premier single de l'album, My Destiny atteint presque son prédécesseur Elegy. Njord est bien accueilli par la presse spécialisée,, et considéré comme « véritable chef-d'œuvre ».

### Meredead(2011–2013)
Un an plus tard, Leaves' Eyes publie son quatrième album, Meredead. Produit par Alexander Krull, les membres mêlent les éléments folk de leurs précédents albums pour inspirer l'émotion de Meredead. La piste d'ouverture, Spirits' Masquerade, fait usage d'instrumentation folk pour redéfinir la variante sonore. Les chansons Étaín et Sigrlinn parlent du mysticisme d'anciennes cultures. L'album comprend aussi les chansons notables Nystev et Kråkevisa. Il comprend aussi une reprise de To France. Plus tard, l'EP Melusine est publié en 2011.

### Symphonies of the Night(2013–2015)
Lors d'un entretien avec Valkryian Music, Leaves Eyes annonce être en cours d'écriture pour son cinquième album studio prévu pour printemps 2013. Le 7 janvier 2013, le groupe annonce sur Facebook le titre comme étant Symphonies of the Night. Le 23 mars 2013, Leaves' Eyes annonce l'enregistrement des parties vocales. Le 9 mai 2013, le groupe révèle avoir terminé les parties vocales et qu'Alexander Krull commencera le mixage audio de l'album.
Le groupe joue le premier extrait de l'album, intitulé Hell to the Heavens, au Summer Breeze Festival.

### King of Kings(depuis 2015)

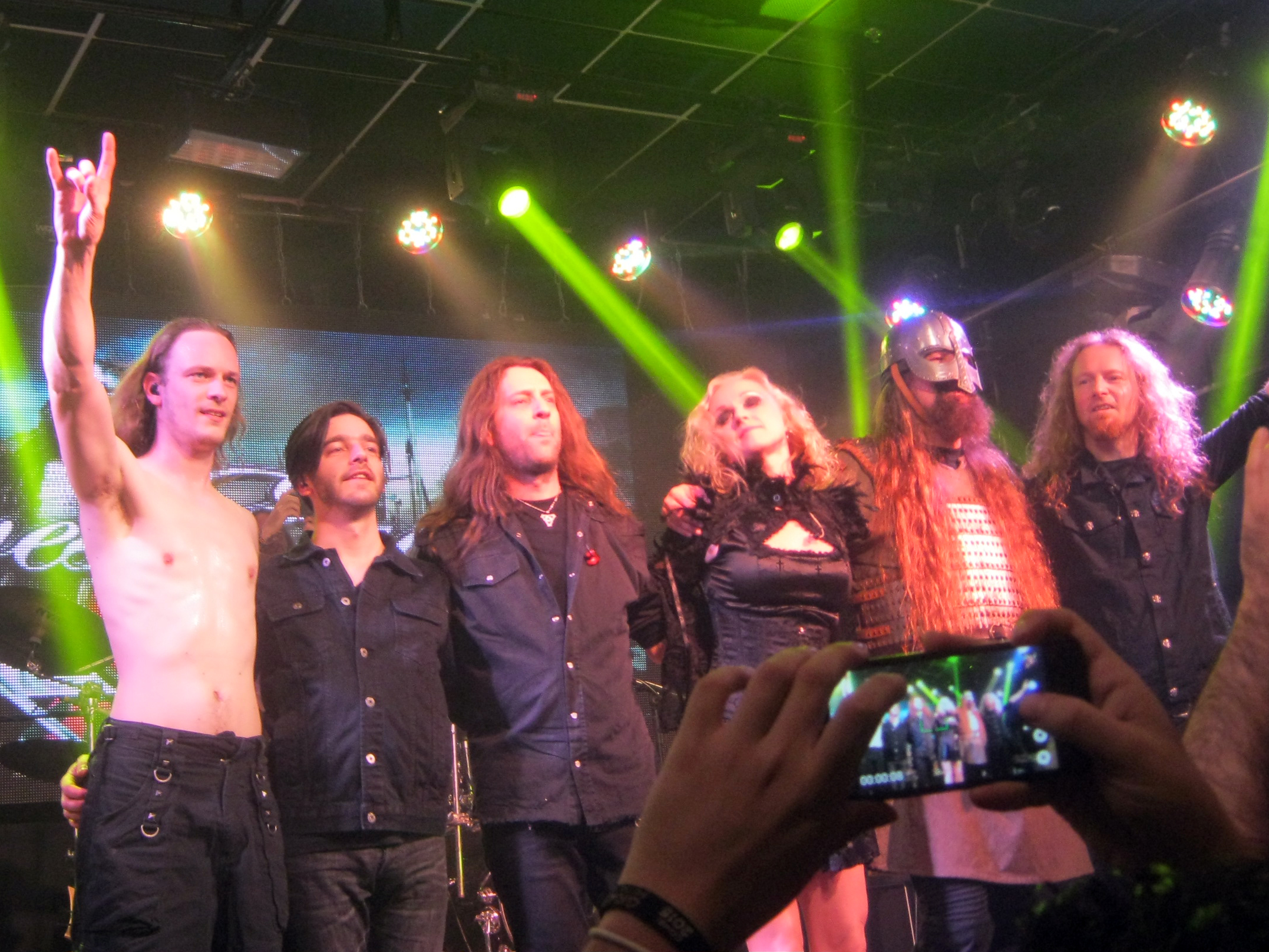
Leaves' Eyes, en Israël, en 2016.

Leaves' Eyes annonce en 2015 l'arrivée d'un nouvel album studio intitulé King of Kings, qui fera participer le London Voices choir, et Simone Simons d'Epica. Il s'agit de leur premier album au label AFM Records, depuis leur séparation avec le label Napalm Records. King of Kings est un album-concept qui se centre sur les sagas du premier roi de Norvège, Harald Fairhair (Harald Hårfagre). Le premier clip officiel extrait de King of Kings est tourné pour la chanson The Waking Eye,.
Le 15 avril 2016, le groupe annonce le départ de la chanteuse et cofondatrice, Liv Kristine. Il révèle aussi un potentiel remplacement par Elina Siirala d'EnkElination. Les explications diffèrent selon les partis, mais son départ s'est effectué en janvier 2016. Le 18 avril, Elina Siirala fait ses débuts au Hammersonic festival de Jakarta. La réédition de l'album, King of Kings - Tour Edition, sera publiée en juin 2016.

## Membres

### Membres actuels
- Alexander Krull – claviers, chant (depuis 2003)
- Thorsten Bauer – guitare, basse (depuis 2003)
- Joris Nijenhuis – batterie (depuis 2013)
- Pete Streit – guitare (depuis 2015)
- Elina Siirala – chant (depuis 2016)

### Membres live
- Oliver Holzwarth – basse (2009)
- Niels Löffler – basse (depuis 2011)
- Gijs Coolen - basse (depuis 2015)
- Ferry Duijsens - basse (depuis 2016)

### Anciens membres
- Martin Schmidt – batterie (2003–2004)
- Chris Lukhaup – basse (2003–2007)
- Mathias Röderer – guitare (2003–2010)
- Liv Kristine Espenæs Krull – chant (2003–2016)
- Nicholas Barker – batterie (2004–2008)
- Moritz Neuner – batterie (2005–2007)
- Alla Fedynitch – basse (2007–2010)
- Seven Antonopoulos – batterie (2008–2010)
- Roland Navratil – batterie (2010-2012)
- J.B. van der Wal – basse (2010–2013)
- Sander van der Meer – guitare (2010–2015)
- Felix Born – batterie (2012–2013)

## Discographie

### EPs et singles
- 2004 : Into Your Light (single)
- 2005 : Elegy (single/EP)
- 2006 : Legend Land (EP)
- 2009 : My Destiny (single/EP)
- 2010 : At Heaven's End (EP, Njord Fan Box Edition)
- 2011 : Melusine (EP)
- 2013 : One Caress (reprise de Depeche Mode ; single)
- 2016 : Fires in the North (EP)

## Vidéographie

### Clips
- 2004 : Into Your Light
- 2005 : Elegy
- 2006 : Legend Land
- 2007 : New Found Land
- 2009 : My Destiny, tiré de Njord, dirigé par Patric Ullaeus
- 2010 : Take the Devil In Me
- 2011 : To France (reprise de Mike Oldfield), tiré de Meredead, dirigé par Patric Ullaeus
- 2013 : Melusine
- 2013 : Hell to the Heavens
- 2015 : Symphony of the Night (avec Maite Itoiz - version en espagnol)
- 2015 : The Waking Eye
- 2017 : Sign of the Dragonhead, tiré de Sign of the Dragonhead, produit par Rainer Zipp Fränzen
- 2017 : Accross the Sea, tiré de Sign of the Dragonhead
- 2018 : Riders On The Wind, tiré de Sign of the Dragonhead
- 2020 : Dark Love Empress, tiré de The Last Viking, dirigé par Matteo VDiva Fabbiani et Chiara Cherami
- 2020 : Chain Of The Golden Horn, tiré de The Last Viking, dirigé par Grupa 13
- 2020 : War Of Kings, tiré de The Last Viking, dirigé par Alexander Krull
- 2021 : Black Butterfly, tiré de The Last Viking, dirigé par Alexander Krull
- 2024 : Realm of Dark Waves, tiré de Myths of Fate, réalisé par Alexander Krull
- 2024 : Who Wants to Live Forever, tiré de Myths of Fate, réalisé par Alexander Krull
- 2024 : In Eternity, tiré de Myths of Fate, réalisé par Alexander Krull

### Clips lyriques
- 2018 : Jomsborg, tiré de l'album Sign of the Dragonhead

### DVD
- 200 : We Came with the Northern Winds - En Saga I Belgia